# Constitution du Kirghizistan
La Constitution du Kirghizistan est la loi fondamentale de la République kirghize.

## Constitution de 2007
La constitution de 2007 est l'aboutissement de la révolution des tulipes de 2005 qui exigeait un encadrement du pouvoir autoritaire du président Bakiev.
Le conseil suprême du Kirghizistan a approuvé la constitution du Kirghizistan le 8 novembre 2006 pour une entrée en vigueur en janvier 2007 après plusieurs mois de désaccords politiques. Vingt-cinq législateurs de l'opposition avaient réclamé au Président Kourmanbek Bakiev d'accepter cette nouvelle Constitution ou de démissionner. Un référendum a également été organisé un mois après la publication du projet de constitution.
Le texte constitutionnel marque le passage d'un régime autoritaire à un régime semi-présidentiel. Il pose les bases de l'État de droit en reconnaissant une série de droits fondamentaux et en posant le principe de l'indépendance du pouvoir judiciaire. Toutefois, la Commission de Venise alerte sur le manque de contre-pouvoirs et les pouvoirs trop étendus du Président.

## Constitution de 2010
À la suite de la révolution kirghize de 2010, le nouveau pouvoir en place doit soumettre un référendum concernant une nouvelle Constitution, faisant passer le pays d'une république présidentielle à une république parlementaire monocamérale. La Constitution, qui reprend les garanties des droits de l'Homme de la Constitution de 2007 est approuvée par 90 % des voix avec une participation de 70 % de la population.

### La séparation des pouvoirs[4]
Les pouvoirs du Président sont largement encadrés, marquant la fin du régime présidentiel autoritaire de Bakiev. Il est élu pour un mandat de 6 ans non renouvelable. Chef de l'État, il symbolise l'unité du pays et à ce titre doit arrêter toutes ses activités partisanes durant son mandat. Il peut être destitué par une procédure d'« Impeachment » engagée par le Parlement. Il dispose du pouvoir de nomination, du pouvoir réglementaire et d'un droit de veto sur les lois qu'il peut renvoyer au Parlement avec ses observations.
Le pouvoir législatif est détenu par le Parlement dont le rôle est largement conforté. Le Parlement monocaméral (Jogorku Kenesh) est composé de 120 députés élus pour 5 ans au scrutin de liste proportionnel à un tour. Seul le Parlement peut décider de s'auto-dissoudre, la constitution ne donnant pas de pouvoir de dissolution au Premier ministre et au Président, ce qui renforce substantiellement son pouvoir. Outre le vote de la loi, le Parlement peut convoquer un référendum, modifier la constitution. Il dispose de moyens de contrôle du Président puisqu'il est consulté pour les nominations des membres de l'autorité judiciaire et c'est lui qui convoque, tous les 6 ans, l'élection présidentielle.
Le pouvoir exécutif est entièrement détenu par le Gouvernement et le Premier ministre. Conformément aux principes du régime parlementaire le Gouvernement est responsable devant le Parlement. Le Premier ministre est issu de la majorité parlementaire à laquelle il soumet une proposition de composition du gouvernement et un programme de gouvernement. Une motion de censure peut être déposée par un tiers des membres du Parlement et adoptée à la majorité absolue. Le Premier ministre présente un bilan annuel de sa politique devant le Parlement. Afin d'éviter une trop forte instabilité caractéristique des régimes parlementaires, des techniques de parlementarisme rationalisé sont prévus :
- une motion de censure ne peut être adoptée dans les 6 mois avant l'élection législative et le Premier ministre ne peut demander qu'un vote de confiance par an.
- le Président peut s'opposer à une mention de censure, le Parlement devant dans ce cas là adopter une deuxième fois la motion pour renverser le Gouvernement.

### La révision constitutionnelle de 2016
La réforme constitutionnelle initiée par le Président Atambaev est adoptée par référendum à 80 % le 9 décembre 2016 avec un taux de participation de 40 %. Cette réforme est largement critiquée par la commission de Venise selon laquelle "certains amendements soulèvent des préoccupations au regard de principes démocratiques essentiels tels que l'état de droit, la séparation des pouvoirs et l'indépendance du pouvoir judiciaire et peuvent potentiellement porter atteinte à certains droits de l'Homme et aux libertés fondamentales."
- Remise en cause de la primauté des droits de l'Homme dans l'ordre constitutionnel. La réforme introduit des nouvelles valeurs supérieures comme celles de la moralité, de la recherche du bonheur, de l'amour et de la souveraineté de la partie, d'enfance, de paternité et de maternité ou encore d' attitude prudente vis-à-vis de l'histoire. Placées au même niveau que les autres principes fondamentaux, ces nouvelles valeurs risquent de limiter les droits de l'homme. En outre, l'interdiction de marier deux personnes du même sexe, déjà présente dans la loi, est introduite dans la constitution.
- Atteinte à l'indépendance du pouvoir judiciaire. Les juges doivent ainsi renoncer au secret de leur correspondance. La cour constitutionnelle n'est plus indépendante des pouvoirs exécutifs et législatifs.
- Renforcement des pouvoirs du Premier ministre au détriment de ceux du Parlement. Le pouvoir législatif du Parlement est gravement encadré puisque toute proposition de loi doit être approuvée par le Premier ministre avant d'être débattue. Le Premier ministre peut par ailleurs désormais demander autant de vote de confiance qu'il le souhaite pendant son mandat. Enfin, le contrôle du Président et du Parlement sur la nomination des ministres est supprimée[6].

### La pratique
La Commission de Venise a rendu en 2010 un avis particulièrement encourageant sur la Constitution estimant qu'elle introduisait un régime démocratique respectant le principe de la séparation des pouvoirs et constituait le premier régime parlementaire de l'Asie centrale. Toutefois, elle regrettait que le pouvoir judiciaire ne soit pas entièrement indépendant, que la cour constitutionnelle perde son autonomie et que la procédure d'entrée en fonction du Gouvernement soit particulièrement complexe.
En effet, le Kirghizistan est marqué depuis 2010 par une forte instabilité gouvernementale. La première raison de cette instabilité réside dans les dispositions constitutionnelles :
- Les ministres peuvent démissionner indépendamment de la démission du Gouvernement. En pratique, cette disposition a été largement utilisée par les ministres pendant la première mandature[8], ce qui a pour effet d'affaiblir la solidarité gouvernementale et de fragiliser les coalitions.
- La procédure d'entrée en fonction du Gouvernement est complexe, en particulier si aucun parti ne dispose de la majorité absolue à l'issue des élections[9].

La seconde raison de cette instabilité est le système des partis, qui du fait d'un éclatement et d'élections proportionnelles à un tour ne permet pas de dégager de majorités claires. La constitution de coalitions parfois contre nature à l'image de celle formée par les sociaux démocrates du SDPK et les conservateurs de Ata-Jourt en 2010 aboutit ainsi à une forte instabilité gouvernementale. Pendant la mandature 2010-2015, le Kirghizistan a ainsi connu cinq Premiers ministres.
En pratique, le Président de la République est le personnage le plus important de l'État. Malgré un élargissement des pouvoirs du Premier ministre lors de la réforme de 2016 et des craintes sur la possibilité du Président Atambaev de se maintenir au pouvoir en devenant Premier ministre à l'issue de ses deux mandats présidentiels, ce dernier s'est retiré en 2017. À l'inverse, Sooronbay Jeenbekov a quant à lui démissionné de ses fonctions de Premier ministre pour devenir Président à la suite de l'élection présidentielle de 2017.